# Niva (rivier)
De Niva (Russisch: Нива; Noord-Samisch: Njavejohka) is een rivier in de Russische oblast Moermansk. De rivier heeft een lengte van 36 kilometer en het stroomgebied een oppervlakte van 12.800 km². De rivier ontstaat in het Ekostrovsjaja Imandrameer bij de plaats Zasjejek in het zuidwestelijke deel van het schiereiland Kola en stroomt vervolgens in zuidelijke richting langs de stad Poljarnye Zori en door het meer Pinozero, waarvan het aftakt bij de gelijknamige plaats Pinozero. Daarop stroomt de Niva verder langs de plaats Nivski, de heuvel Belaja en bereikt dan de stad Kandalaksja, waar haar estuarium in de Golf van Kandalaksja van de Witte Zee zich bevindt.
De Niva wordt vooral gevoed door sneeuw en regen. Het debiet op 15 kilometer van de monding bedraagt gemiddeld 164 m³ per seconde. Ondanks de noordelijke ligging bevriezen de stroomversnellingen van de rivier 's winters niet.
Tussen 1936 en 1954 werden drie waterkrachtcentrales gebouwd in de Niva met een totale capaciteit van 240 MW en een jaarlijkse energieproductie van 1390 GW. Bij de start van de rivier in het Imandrameer wordt de toevoer van water geregeld. De rivier is over haar gehele lengte bevaarbaar.